# Mochy
Mochy is een dorp in de Poolse woiwodschap Groot-Polen. De plaats maakt deel uit van de gemeente Przemęt en telt 1600 inwoners.